# Niklas Nihlén
Niklas Nihlén, född 10 februari 1968 i Helsingborg, är en svensk före detta fotbollsspelare (försvarare).
Nihlén var med när Helsingborgs IF säsongen 1989 gick upp från division II södra till division I och när klubben genom att vinna kvalet 1992 gick upp i Allsvenskan 1993. Efter säsongen 1993 slutade han med fotbollen.